# Vesoljsko izstrelišče
Vesóljsko izstrelíšče (tudi kozmodróm, angleško spaceport, rusko космодро́м) je področje za izstreljevanje vesoljskih plovil, podobno kot je pomorsko pristanišče za ladje ali letališče za letala. Izraza vesoljsko izstrelišče, ali kar izstrelišče, in še bolj kozmodrom, sta se tradicionalno rabila za območja, s katerih je bilo možno izstreljevati vesoljska plovila v tir okrog Zemlje ali na medplanetarne trajektorije. Vesoljske postaje in predlagane prihodnje baze na Luni se včasih imenujejo vesoljska izstrelišča, še posebej, če bodo namenjena kot baze za nadaljnja potovanja.
Izraz raketno izstrelišče (rocket launch site) se rabi za katerikoli objekt, s katerega se izstreljujejo predvsem rakete nosilke. Lahko ima eno ali več izstrelitvenih ploščadi ali primerna mesta za vgradnjo prenosljive izstrelitvene ploščadi. Običajno ga obkroža veliko varnostno območje, pogosto poimenovano raketno območje ali območje izstrelkov (in poligon). Ta sega do razdalje, do katere se pričakuje, da bodo rakete letele in znotraj katere bodo njene odvržene komponente pristale oziroma padle. Včasih so tam postavljene sledilne postaje za ocenjevanje poteka izstrelitev.
Glavna izstrelišča imajo več izstrelitvenih kompleksov, ki so lahko namenjeni različnim vrstam raket nosilk. Ta območja so lahko ločena zaradi varnostnih razlogov. Za nosilke s kapljevinskim potisnim gorivom so potrebni ustrezni hranitveni objekti in v nekaterih primerih proizvodni objekti. Na teh mestih so pogosti tudi predelovalni obrati za trdne pogonske gorivne snovi. 
Izstrelišče lahko obsega tudi vzletno-pristajalne steze za vzletanje in pristajanje zrakoplovov, ki podpirajo operacije izstrelišča, ali za omogočanje podpore za različne vrste vzletanj plovil.

## Zgodovina
Prva raketa, ki je dosegla vesoljski prostor, je bila Aggregat 4 (A4), bolj znana kot V2, izstreljena junija 1944 z območja Peenemünde v severni Nemčiji ob neposrednem prikazu Hitlerju med 2. svetovno vojno in pri tem še v navpičnem letu prebila zvočni zid. Hitler je bojda ob tem dejal: »Potrebujemo večjo glavo.« Na srečo zaradi pojemanja vojaške moči vermahta in uspešnega napredovanja zaveznikov ni odločilno vplivala na izid vojne. Nemške sile so tedaj imele v načrtu s tem povračilnim orožjem zravnati London do tal.
Takoj po vojni so 70 v celoti izdelanih raket V2, ki jih je zajela KV ZDA, predvsem iz vojnega raketnega območja in podzemnega bunkerja v severni Franciji, prenesli v vojaško raketno območje White Sands (WSMR) za preskusne izstrelitve. Po statičnem preskusu 15. marca 1945 so tam prvo raketo izstrelili 16. aprila naslednje leto z izstrelitvenega kompleksa 33. 47 od njih je doseglo nadmorsko višino med 100 km in 213 km.
Sovjetska vojska je leta 1945 zajela več kjučnih proizvodnih obratov za V2 in pridobila usluge več nemških znanstvenikov in inženirjev, povezanih s projektom. Še posebej glavni proizvodni obrat V2 v Nordhausnu. Tam so septembra 1946 sestavili 30 raket V2. Prvo izstrelitev sovjetske izpeljanke R-1 so izvedli 18. oktobra 1947 na poligonu Kapustin Jar.
- Peenemünde v severni Nemčiji, kjer je bila med 2. svetovno vojno junija 1944 izstreljena raketa V2, prva, ki je dosegla vesoljski prostor
- Posledice raketnega napada z V2 v londonskem okrožju Battersea, 27. januar 1945
- Sondirna raketa V2 v raketnem območju White Sands (WSMR) leta 1946
- Replika sovjetske rakete R-1, izpeljanke V2, v Znamensku blizu Kapustin Jara
- Avtovlak z raketo R-1

Prvo izstrelišče za izstreljevanje v tir in človeka Kozmodrom Bajkonur v južnem Kazahstanu je začelo delovati kot raketno območje sovjetske vojske leta 1955. Tam so prvi orbitalni polet dosegli oktobra 1957 z izstrelitvijo umetnega satelita Sputnik 1. Točna lega kozmodroma je bila na začetku tajna. Ugibali so njegovo pravo lego in na ugibanja je vplivalo tudi istoimensko rudarsko mesto 320 km stran. Zunaj Sovjetske zveze je lega Bajkonurja postala znana leta 1957 šele, ko so vohunska izvidniška letala U-2 identificirala območje s sledenjem železniških prog v Kazahstanu. Sovjetske oblasti sicer prave lege niso potrdile več desetletij.
Prvega človeka Jurija Gagarina so v vesoljski prostor z Bajkonurja izstrelili leta 1961. Izstrelitveni kompleks Ploščadka št. 1, ki so ga uporabili, je kasneje dobil simbolično ime Gagarinov start. Bajkonur je bil primarno sovjetsko izstrelišče in ga Rusija še vedno veliko uporablja pod zakupnim dogovorom s Kazahstanom.
V odgovor na zgodnje sovjetske uspehe so ZDA zgradile glavni vesoljski izstrelitveni kompleks v Cape Canaveralu na Floridi. Tam so izvedli veliko poletov brez posadke, kakor tudi prve s posadko v Cape Canaveral AFS (CCAFS) pod poveljstvom Vesoljskega poveljstva VL ZDA.
Za Program Apollo so zgradili sosednje izstrelišče Kennedyjevo vesoljsko središče (KSC), kjer so v odpravi Apollo 11 s človeško posadko dosegli Lunino površje julija 1969. Središče je bilo baza za vse izstrelitve programa raketoplana Space Shuttle in večino pristankov na pristajalni stezi.
Gvajansko Izstrelišče Kourou je glavno evropsko izstrelišče pod francosko upravo, kjer izstreljujejo predvsem umetne satelite le 4° severno od ekvatorja.
Oktobra 2003 so v Satelitskem izstrelitvenem središču Džjukjan (JSLC) na Kitajskem dosegli prvi kitajski polet s človeško posadko.
Junija 2004 so na vzletni stezi Letališča in izstrelišča Mojave v puščavi Mojave, Kalifornija, prvič izstrelili človeka v vesoljski prostor v zasebno financiranem, podorbitalnem poletu, s čimer so tlakovali pot za prihodnje komercialne polete. Hibridno plovilo SpaceShipOne so izstrelili pritrjeno na nosilno letalo White Knight, ki je prej vzletelo vodoravno.